# Berzbuir
Berzbuir ist ein dörflicher Stadtteil von Düren in NRW. Das „ui“ in der zweiten Silbe spricht man wie ein langes „ü“ aus.

## Geographie
Der Ort mit etwa 500 Einwohnern liegt südwestlich von Düren an den Osthängen der Eifel. Durch den Ort fährt kein Durchgangsverkehr. Die Entfernung zum Stadtzentrum beträgt 7 km.
Der kleine Ort liegt auf einem geologischen Rundkegel. Dadurch kann man von Berzbuir aus weit in die Rheinische Tiefebene sehen, bei klarer Sicht bis nach Köln.
Die höchste Stelle des Ortes liegt am Berzbuirer Knipp bei 215 m über NHN.

## Geschichte
Viele unterirdische Wasseradern lassen den Schluss zu, dass dies (Brunnen) mit ein Kriterium für die Wahl war, hier auf dem Bergrücken einen Ort zu bauen. Steinzeitliche Funde lassen auf eine sehr frühe Besiedlung schließen. Römische Siedlungsstätten sind hier ebenfalls ausgegraben worden.
Der Name Berzbuir erscheint erstmals in Taufbüchern nach 1770. Vorher wird der Ort mit „Benzberg“, „Bertzbur“, „Bertzbeur“, „Bertzberg“ und „Berzberg“ bezeichnet. Der Ortsname konnte als bäuerliche Siedlung der Familie „Berath“ = Berz gedeutet werden.`Auf der zwischen 1801 und 1828 unter Jean Joseph Tranchot durchgeführten Topographische Aufnahme der Rheinlande ist der Ort als Beusberg eingezeichnet.

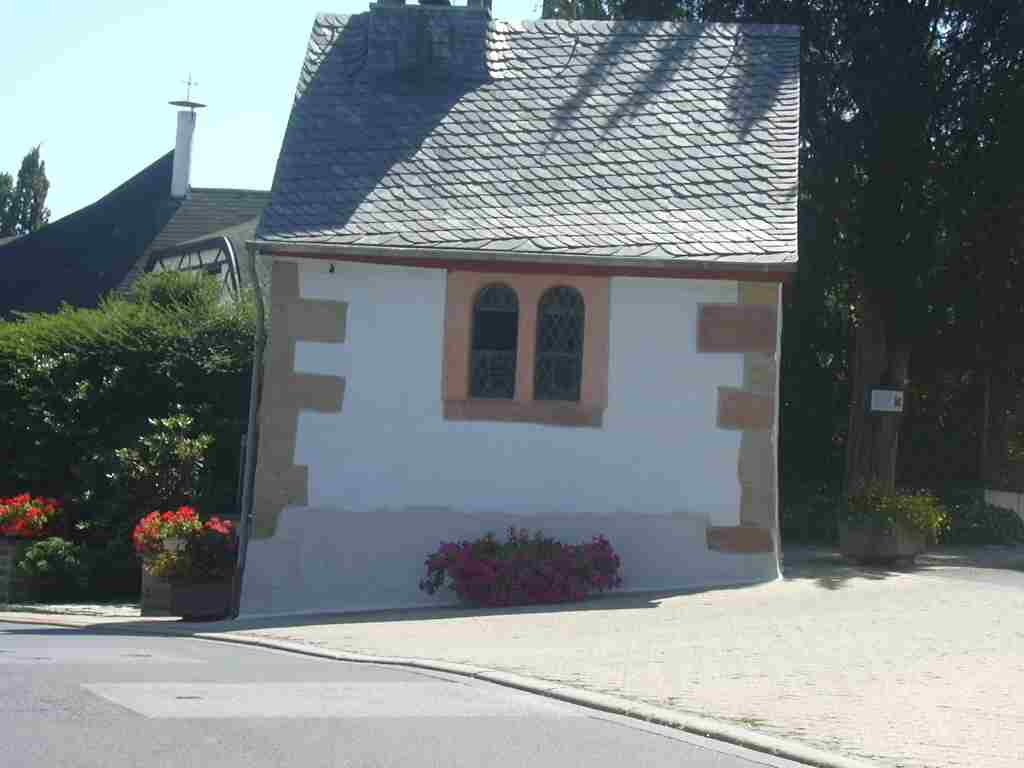
Kapelle

Seit Beginn des 19. Jahrhunderts gehörte die Gemeinde Berzbuir-Kufferath verwaltungstechnisch zum Amt Birgel. Im Zuge der Kommunalen Neugliederung wurde am 1. Juli 1969 die Gemeinde Berzbuir-Kufferath nach Lendersdorf eingemeindet. Mit der Auflösung des Amtes Birgel und der Gemeinde Lendersdorf zum 31. Dezember 1971 kam Berzbuir-Kufferath gemeinsam mit Lendersdorf am 1. Januar 1972 zur Stadt Düren.

## Sehenswürdigkeiten und Baudenkmäler
- der etwa 600 Jahre alte Bauschhof
- eine Ansammlung von historischen Fachwerk- und Natursteinbauten im Bereich der Straßenverzweigung „Zum Berzberg – Zum Knipp“
  - Zum Berzberg 13
  - Zum Berzberg 9
  - Zum Knipp 1
  - Zum Knipp 5
- die im Jahre 1649 erbaute Kapelle Berzbuir in der Ortsmitte
- Pumpstation Berzbuir

## Infrastruktur

### Schule
- Von 1868 bis 1968, also genau 100 Jahre lang, gab es in Berzbuir eine Schule.
- Heute befindet sich in dem erweiterten, ehemaligen Schulgebäude ein Kindergarten

### Verkehr
Der Ort wird von den Bussen der AVV-Linien 202 und 222 des Rurtalbus angefahren. Bis zum 31. Dezember 2019 wurden diese Linien von der Dürener Kreisbahn (DKB) bedient. Zudem verkehrt die Nachtbuslinie N3b und die Schulbuslinie 240.
| Linie | Verlauf |
| ----- | --- |
| 202   | Düren Kaiserplatz – Rölsdorf – Lendersdorf – (Berzbuir – Kufferath) / Niederau                                                      |
| 222   | Düren Kaiserplatz – Krauthausen – (Niederau Renkerstraße →) Lendersdorf – Berzbuir – Kufferath                                      |
| 240   | (Verstärkerfahrten) Mariaweiler Gesamtschule                                                                                        |
| N3b   | Nachtbus: nur in den Nächten Fr/Sa und Sa/So Düren Bf/ZOB → Kaiserplatz → Rölsdorf → Lendersdorf → Gey → Langenbroich → Obermaubach |

Etwa einen Kilometer neben dem Ort verläuft die B 399.

### Sonstiges
Berzbuir errang 2008 beim Wettbewerb Unser Dorf hat Zukunft einen 3. Platz und einen Sonderpreis für die strukturierte Einbeziehung der Dorfgemeinschaft und bei der Teilnahme im Jahre 2011 einen Silberplatz. Im Jahre 2014 errang das Dorf einen Goldplatz. Bei der Teilnahme am darauffolgenden Landeswettbewerb im Jahre 2015 wurde Berzbuir mit einer Silberplatzierung sowie einem Sonderpreis für die gute Eingliederung der Landwirtschaft im Dorf prämiert.

## Vereine
In Berzbuir gibt es:
- einen Fußballverein – FC Bergwacht Berzbuir
- eine Löschgruppe der Freiwilligen Feuerwehr Düren
- die Schützenbruderschaft – St. Anna Schützenbruderschaft Berzbuir 1893 e. V.
- die Arbeitsgemeinschaft „Unser Dorf hat Zukunft“ in der St. Anna Schützenbruderschaft
- Geschichtsverein Berzbuir e. V.
- die Interessengemeinschaft der Ortsvereine – IG Berzberger Haus e. V.
- die Hupfdohlen (Tanzverein)
- die Maijugend Berzbuir